# Cléré-les-Pins
Cléré-les-Pins är en kommun i departementet Indre-et-Loire i regionen Centre-Val de Loire i de centrala delarna av Frankrike. Kommunen ligger i kantonen Langeais som tillhör arrondissementet Chinon. År 2022 hade Cléré-les-Pins 1 398 invånare.

## Befolkningsutveckling
Antalet invånare i kommunen Cléré-les-Pins
Referens:INSEE